# 保険料過徴収問題
保険料過徴収問題（ほけんりょうかちょうしゅうもんだい）、保険料取りすぎ問題（ほけんりょうとりすぎもんだい）とは、数多くの損害保険会社において保険料を本来の額面よりも過剰に徴収していた事例が多数発覚した問題（不祥事）のことである。
保険金不払い問題と同様に、単独の保険会社による不正行為ではなく、複数の保険会社において大量に発覚していることが特徴であり、発覚件数および金額の多さからも保険業界全体の深刻なモラル低下、そして著しい腐敗を露呈することとなった。

## 事件の流れ
2006年12月10日、損保大手5社（東京海上日動火災保険、日本興亜損害保険、三井住友海上火災保険、損害保険ジャパン、あいおい損害保険）などにおいて、2×4（ツーバイフォー）住宅に対する火災保険料を余分に取り過ぎていた問題が発覚した（2×4工法の建物に対する火災保険料の過徴収について、詳しくは2×4住宅の火災保険料取りすぎ問題を参照）。
2007年3月20日〜3月30日に、火災保険料の過徴収が発覚した損保大手6社から中間調査結果が発表された。合計で10万8,364件、金額にしておよそ56億円分が保険料の過徴収に該当していた。
2007年8月4日には、損保大手6社が、全ての個人向け保険商品（自動車保険や医療保険なども含む）の契約分を対象に、保険料取り過ぎ行為の調査を開始していることが判明した。調査過程で、火災保険とセット販売されていた地震保険についても保険料の取りすぎ行為が多数確認されたことから、各損害保険会社が調査対象を全契約に切り替えたためである。
2008年5月21日には、損保大手6社において、約133万件、総額298億円が保険料の取りすぎに該当する見込みであることが判明。火災保険（地震保険含む）が約62万件・237億円、自動車保険では約68万件・43億円、傷害保険などで約3万件・18億円、それぞれ保険料を取り過ぎていたことが明らかとなった。2008年7月4日には、損保25社で153万件、金額にして371億円にまで達したことが明らかになった。

## 保険料過徴収が判明した保険会社の一覧
2008年7月まで。
- 東京海上日動火災保険
- 日本興亜損害保険
- 三井住友海上火災保険
- 損害保険ジャパン
- あいおい損害保険
- ニッセイ同和損害保険
- ソニー損害保険
- 明治安田損害保険
- 富士火災海上保険
- 共栄火災海上保険
- 日新火災海上保険
- 朝日火災海上保険
- スミセイ損害保険
- セコム損害保険
- セゾン自動車火災保険
- 大同火災海上保険
- 日立キャピタル損害保険
- ジェイアイ傷害火災保険
- AIU保険
- エース保険

## 関連資料

### 生命保険協会
- 生命保険会社・生命保険協会からのおわびとお知らせ

### 損害保険協会
- 火災保険等の確認調査等および日本損害保険協会の信頼回復に向けた取組みについて

### 日本保険金未払い・不払防止協会
- 消費者の相談を受け付けるNPO団体